# Aloe candelabrum x africana
Aloe candelabrum x africana é uma espécie de liliopsida do gênero Aloe, pertencente à família Asphodelaceae.